# Fantagio
Fantagio Co.,Ltd (em hangul 판타지오) é uma empresa de agência de talentos sul-coreana e produção de filmes e séries. A empresa foi fundada em 16 de setembro de 2008 com o nome NOA Entertainment (acrônimo de Network of Asia), mudando em junho de 2011 o seu nome para Fantagio. Em 2012, o grupo alegou um lucro operacional de KR₩14.1 bilhões e a renda líquida de KR₩1.8 bilhões (aproximadamente US$1.6 milhões).

## Histórico
Inicialmente chamada de "NOA Entertainment", a empresa foi fundada em 2008, começando em 2010 a produção de filmes para cinema. Em 2011 mudou seu nome para "Fantagio", uma combinação das palavras "fantasia" e "original" (fantasy e origin em inglês) que dá o significado de uma empresa incontrolada pelas convenções e formalidades. É uma ampla companhia de entretenimento que agencia estrelas de cinema, celebridades de TV, atores, músicas e outros artistas coreanos com mais de 50 pessoas. O principal serviço é o agenciamento de celebridades, produção cinematográfica e televisiva, treinamento e educação de novos talentos e adicionais serviços.
Em 2012 a empresa lançou seu primeiro grupo musical em parceria com a empresa Pledis Entertainment, Hello Venus. Ainda em 2012 foi lançado o "Café Fantagio", uma cafeteria que se localiza no prédio da empresa, sendo reconhecida como "Hidden Champion of Cultural Content", empresas pequenas com grande sucesso, pelo projeto entre os Ministérios da Cultura, Esporte e Turismo e o Banco Industrial da Coreia (Industrial Bank of Korea em inglês). 

## Subsidiárias

### Madin Entertainment
Em janeiro de 2011, a empresa fundou a "Madin Entertainment", divisão de gerenciamento de atores e atrizes. Em 2015, Fantagio agenciava cerca de 50 atores e atrizes.

### Fantagio Pictures
Fantagio Pictures é uma divisão responsável pela produção de filmes e séries televisivas fundada em novembro de 2011, juntamente com as outras subsidiárias da empresa. Fantagio Pictures é creditada como produtora ou co-produtora dos seguintes trabalhos:
| Ano  | Titulo                     | Notas                                                               |
| ---- | -------------------------- | ------------------------------------------------------------------- |
| 2010 | Finding Mr. Destiny        | Co-produção; também conhecido como "Finding Kim Jong-wook"          |
| 2011 | The Crucible               | Co-produção; também conhecido como "Dogani" ou "Silenced"           |
| 2012 | Love Fiction               |                                                                     |
| 2012 | Adrenalin                  | Seriado do canal "XTM"                                              |
| 2012 | 577 Project                |                                                                     |
| 2012 | After School: Lucky or Not | Também conhecido como "Bokbulbok after school"                      |
| 2013 | Fasten Your Seatbelt       |                                                                     |
| 2014 | Cunning Single Lady        | Seriado do canal MBC                                                |
| 2014 | Liar Game                  | Transmitido pelo canal tvN                                          |
| 2015 | To Be Continued            | Transmitido pelo canal MBC Every 1 e pela Naver TV Cast na internet |

### Fantagio Music
Fantagio Music é uma gravadora responsável pela produção musical da empresa. Foi fundada em novembro de 2011 e lançou o primeiro grupo feminino, Hello Venus, em maio de 2012 em parceria com a Pledis Entertainment, sob o selo Tricell Media. Em 2014, no entanto, a parceria acabou e as artistas da Pledis retornaram a agência para continuar suas carreiras. As integrantes da Fantagio continuaram a promover sobre a administração exclusiva da Fantagio. Em setembro de 2013, a gravadora lançou o grupo 5urprise, composto por integrantes já pertencentes a divisão de atuação da empresa. Em janeiro de 2016 foi confirmado que a estreia do novo grupo masculino da empresa, intitulado ASTRO, protagonistas da série "To Be Continued". O grupo estreou no mês seguinte com o mini álbum Spring Up.
A Fantagio Lançou no dia 15 de Junho de 2023 o grupo masculino LUN8 (루네이트), o grupo fez o debut com o mini-álbum, ' CONTINUE? '. Os membros são Jinsu , Chael , Takuma, Junwoo, Dohyun, Ian, Ji Eunho e Eunseop. Em 22 de novembro de 2023, LUN8 estreou a sua primeira subunidade com LUN8wave com o sigle "Playground". O nome oficial do Fandom do LUN8 é LUV8. No dia 13 de Março de 2024 o Grupo fez seu primeiro COMEBACK com o mini-álbum "BUFF".

### Solid C&M
Solid C&M é a divisão responsável por franquias de restaurante, educação, distribuição e outros segmentos. Em setembro de 2012 foi aberto o Café Fantagio e atualmente continua investindo na franquia de sobremesas "Mango Six", com sedes na Coreia do Sul e nos Estados Unidos da América.
Em 4 de março de 2013, o fundados da empresa fundou a Academia de Treinamento de Gestores da Fantagio, com o objetivo de treinar futuros gestores de celebridades através de inclusão de aulas sobre e filmes e relações na mídia no currículo. No primeiro semestre do curso 9 alunos já estavam participando das aulas.

## Artistas

### Atores e atrizes
| - Cha Eun-jae - Cha Hyun-woo - Chu Ye-jin (Participante do Produce 101) - Choi Yoo-hwa - Han Bo-bae - Hong Ju-young - Im Hyun-sung - Joo Jin-mo - Kang Han-na - Kang Pil-seok - Kang Shin-chul - Kim Jae-hwa - Kim Sung-kyun - Kim Young-ae | - Lee Ji-hoon - Lee So-yeon (2014-presente) - Ong Seongwoo (Participante do Produce 101 e ex-membro do Wanna One) - Yang Jin-woo - Yeon Je-wook - Yoo Ha-joon - Yoon Seung-ah - Yoon Song-yi - Yum Jung-ah (2004-presente) - 5urprise (2013-presente) - Seo Kang-joon - Gong Myung - Yoo Il - Kang Tae-oh - Lee Tae-hwan |

### Músicos
| - Hello Venus - Alice - Nara - Lime - Seoyoung - Yooyoung - Yeoreum | - ASTRO - MJ - JinJin - Cha Eunwoo - Moon Bin - Rocky - Sanha | - Weki Meki - Suyeon - Elly - Yoojung - Doyeon - Sei - Lua - Rina - Lucy | - GongHyo-jin - Gong Yoo - Ha Jung-woo (2004-2016) - Hwang Bo-ra (2014-2016) - Im Soo-jung (????-2011) - Ji Jin-hee (2009-2013) - Jo Yoon-hee - Jung Chan-woo (2010-2013) - Jung Gyu-woon (2008-2016) - Jung Il-woo (2010-2012) - Jung Kyung-ho (2008-2015) | - Kang Chan-hee (2009-2013) - Kim Da-hyun (????-2014) - Kim Sae-ron (2009-2016) - Kim So-eun (2008-2016) - Kim Seo-hyung (????-2015) - Kim Sun-a (2014-2015) - Kim Sung-soo (2008-2015) - Lee Chun-hee - Seo Min-ji (2011-2013) - Sung Yu-ri (2014-2015) |

### Ex-trainees
- Lee Soo-min (Participante do Produce 101 e participante da 6ª temporada de K-pop Star)[20]
- Kang San (Participante do Boys24)
- Park Ji-hoon (Ex-Membro do Wanna One)